# EMB Energie Brandenburg
Die EMB Energie Brandenburg GmbH (EMB), hervorgegangen aus der EMB Energie Mark Brandenburg GmbH und der SpreeGas Gesellschaft für Gasversorgung und Energiedienstleistung mbH, ist ein regionales Energieversorgungsunternehmen für das nördliche, westliche und südliche Brandenburg sowie Teile Sachsens und Sachsen-Anhalts. Das Unternehmen mit Hauptsitz in Michendorf beliefert rund 112.598 Haushalts-, Kleingewerbe- und Industriekunden und Stadtwerke mit Erdgas, sowie 42.190 Kunden mit Strom. In dem rund 11.011 Quadratkilometer umfassenden Erdgasversorgungsgebiet, welches 196 Städte und Gemeinden umfasst, leben 935.765 Einwohner.
2022 verkaufte die EMB rund 5.356 Mio. kWh Erdgas sowie 172 Mio. kWh Strom und erzielte einen Umsatz von rund 418,32 Mio. Euro. Die EMB errichtete zusätzlich drei Erdgastankstellen in Schmerzke (1997 als erste im Land Brandenburg eröffnet), Wittstock und Brück, die aufgrund defizitärer Entwicklungen wieder verkauft wurden. Seit 2017 baut die EMB Ladesäulen für Elektromobilität auf.

## Geschäfts- und Kapitalanteile
Die EMB ist ein Unternehmen des Gasag-Konzerns.
Gesellschafter der EMB sind
- Gasag mit 99,9029 %
- Bundesanstalt für vereinigungsbedingte Sonderaufgaben (BvS) mit 0,0052 %
- Gemeinde Boxberg mit 0,0810 %
- Stadt Senftenberg mit 0,0120 %
- und Stadt Wittstock/Dosse mit 0,0007 % der Anteile.[2]

Die EMB hält ihrerseits u. a. Beteiligungen an der Gasversorgung Zehdenick GmbH (25,1 %), der StWB Stadtwerke Brandenburg an der Havel GmbH & Co. KG (12,25 %) sowie der Stadtwerke Premnitz GmbH (10 %). Des Weiteren ist EMB an den Netzgesellschaften Netzgesellschaft Hennigsdorf Gas mbH (50 %), Netzgesellschaft Hohen Neuendorf Gas GmbH & Co. KG (49 %), NGK Netzgesellschaft Kyritz GmbH (49 %) sowie Rathenower Netz GmbH (35 %) beteiligt.

## Entwicklung
Die EMB entstand 1991 als Erdgas Mark Brandenburg durch die Umfirmierung der Märkischen Gasversorgung Potsdam. Die Gesellschafter Gaz de France, Vereinigte Elektrizitätswerke Westfalen und die Westfälische Ferngas-AG hatten die Geschäftsanteile von der Treuhandanstalt erworben.
Bis 1994 wurde das bis dahin verwendete Stadtgas durch das kostengünstigere Erdgas ersetzt. In den folgenden Jahren wurde das derzeit rund 6.572 km lange Gasnetz komplett modernisiert und erweitert. Dabei wurden auch zahlreiche Ortschaften neu an das Erdgasnetz angeschlossen, allein 2004 und 2005 betraf dies über 90 Orte der Region.
Im Januar 2006 gründete die EMB gemeinsam mit der Gasag die Konzerntochter NBB Netzgesellschaft Berlin-Brandenburg. Die NBB ist als unabhängiger Netzbetreiber unter anderem für das Erdgasleitungsnetz der EMB zuständig. Die EMB konzentriert sich seitdem auf den Handel mit Energie und energienahen Dienstleistungen. EMB hat sich zum Ziel gesetzt, durch den Ausbau eigener Windkraft-, Photovoltaik- sowie Solaranlagen bis zum Jahr 2040 klimaneutral zu sein.
Unter Beteiligung der EMB entstand in Rathenow-Heidefeld die zum Zeitpunkt ihrer Inbetriebnahme größte Bio-Erdgas-Anlage in Brandenburg. Aus nachwachsenden Rohstoffen gewonnenes Biogas wird hier seit Juli 2009 zu Bio-Erdgas aufbereitet und in das öffentliche Erdgasnetz eingespeist. Seit dem 1. Januar 2008 bietet das Unternehmen in mehreren Netzgebieten auch die Lieferung von Strom an, der zu 100 Prozent aus Wasserkraft gewonnen wird.
Im Jahr 2019 verkaufte die VNG AG ihren Anteil von 25,1 % an der EMB an die Berliner Gasag, die damit ihren Anteil auf über 98 % steigerte.
Zum 1. September 2023 wurden die EMB Energie Mark Brandenburg GmbH und die SpreeGas Gesellschaft für Gasversorgung und Energiedienstleistung mbH, die bis zu diesem Zeitpunkt als Schwestergesellschaften innerhalb der Gasag-Gruppe fungierten, miteinander verschmolzen und in EMB Energie Brandenburg GmbH umfirmiert. SpreeGas stellt seitdem nur noch eine Vertriebsmarke der EMB für Privatkunden in der Lausitz dar.